# Sōfuku-ji (Nagasaki)

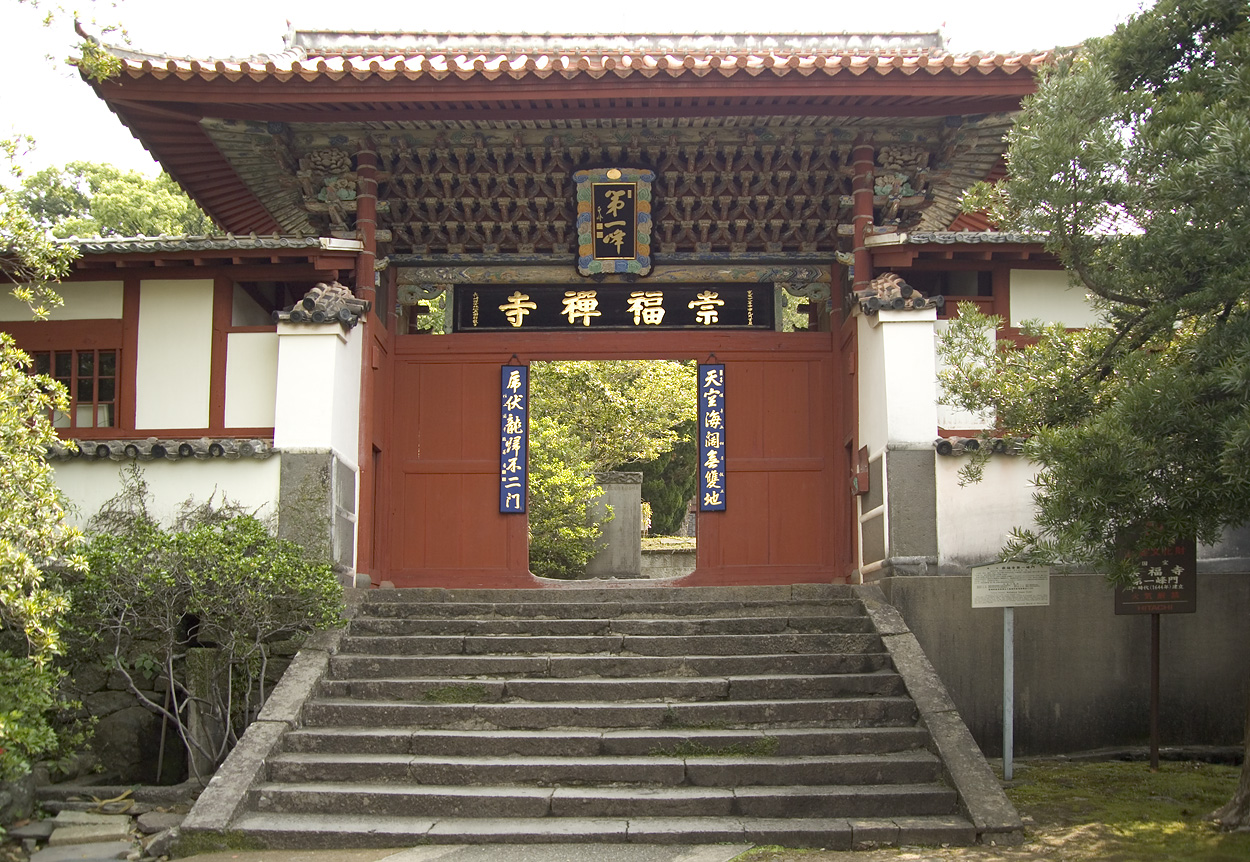
Daiippōmon, uno de los tesoros nacionales de Japón

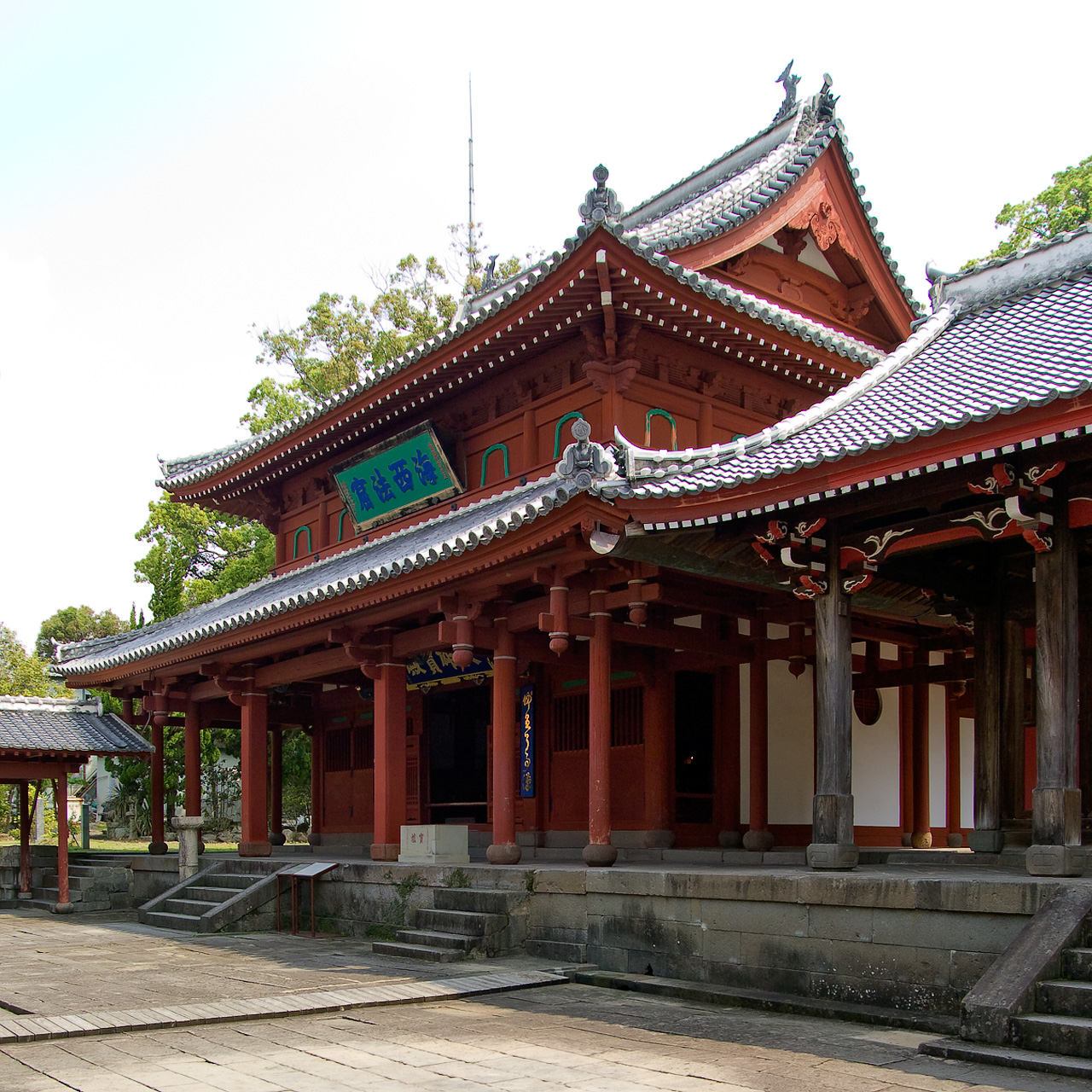
Salón del gran líder

Sōfuku-ji (崇福寺?) es un templo budista Zen Ōbaku que fue edificado por el monje Chino Chaonian en 1629 como el templo familiar de los chinos originarios de la provincia de Fujian que eran residentes en Nagasaki.

## Descripción
Dos de sus edificios han sido designados como tesoros nacionales de Japón. La puerta roja de la entrada y otras estructuras en los recintos son raros ejemplos de la arquitectura del sur de China durante la dinastía Ming. La divinidad del mar, Maso, está consagrado en el Masodo, junto con otras estatuas en el vestíbulo principal. En los terrenos del templo hay una gran caldera hecha por el sacerdote Qianhai para cocinar gachas para la gente que for people que se moría de hambre durante la hambruna de 1681. El festival Bon chino se lleva a cabo aquí del 26 de julio al 28 (por el calendario lunar), al festival asisten residentes chinos de todo Japón para participar en el culto a los ancestros.

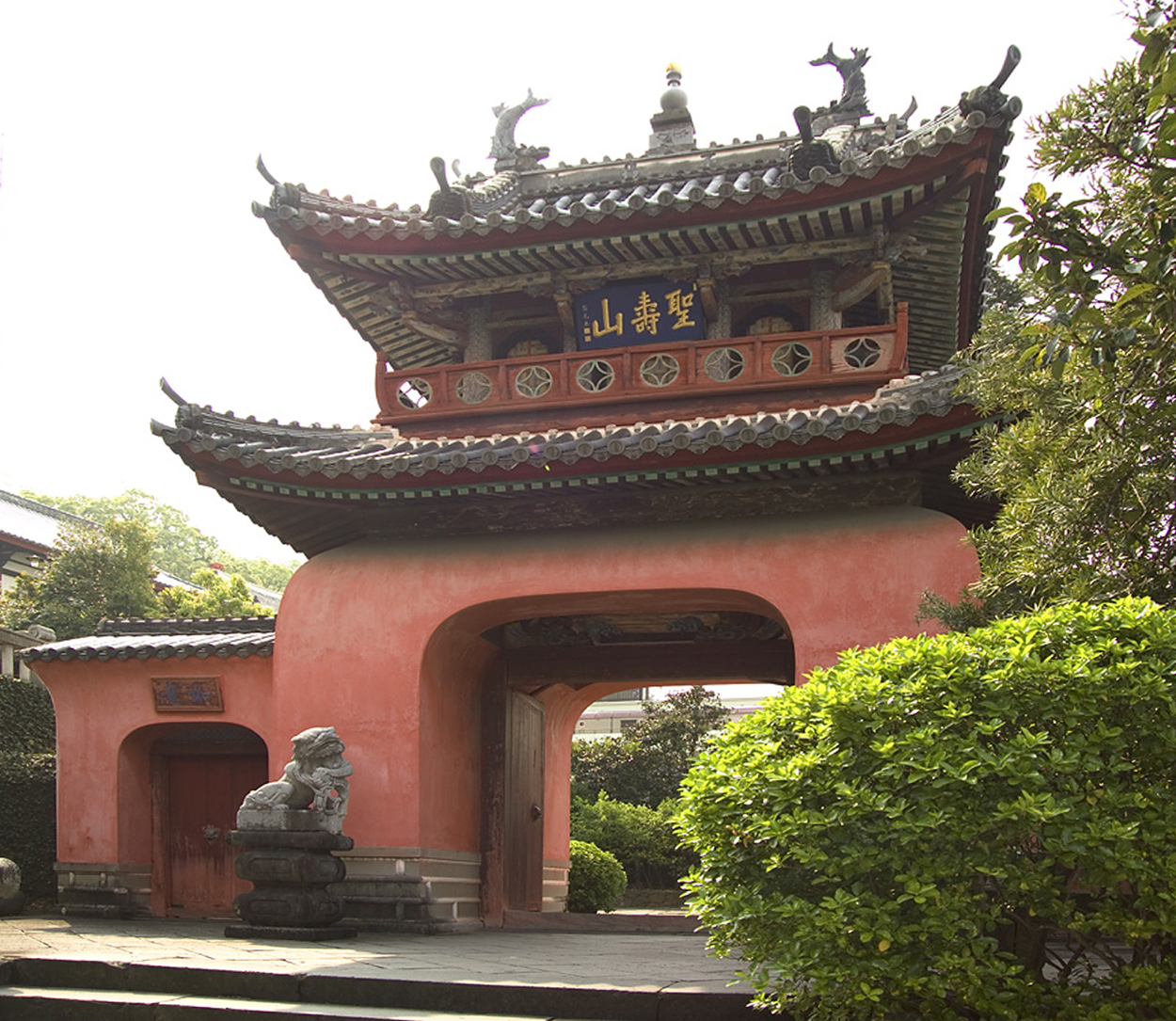
Sanmon,  puerta
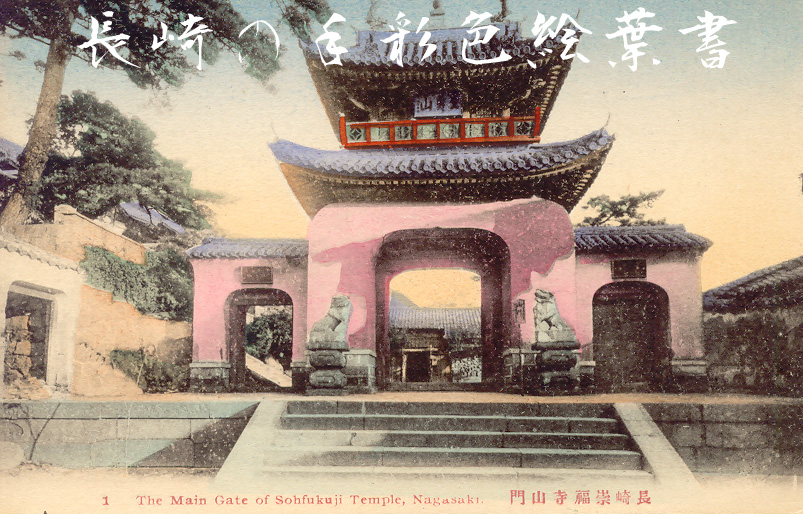
Puerta (período Taisho)
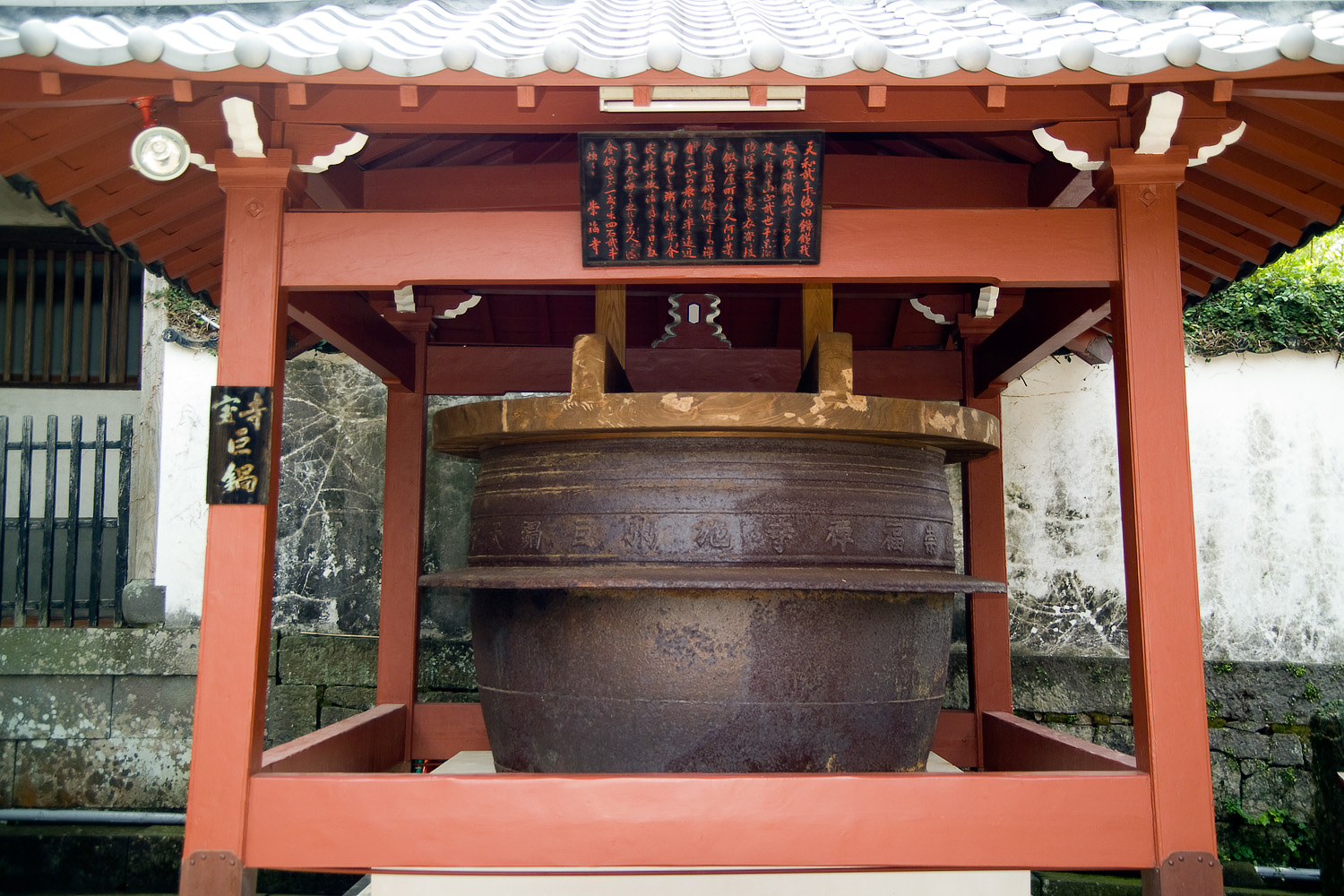
Gran caldera
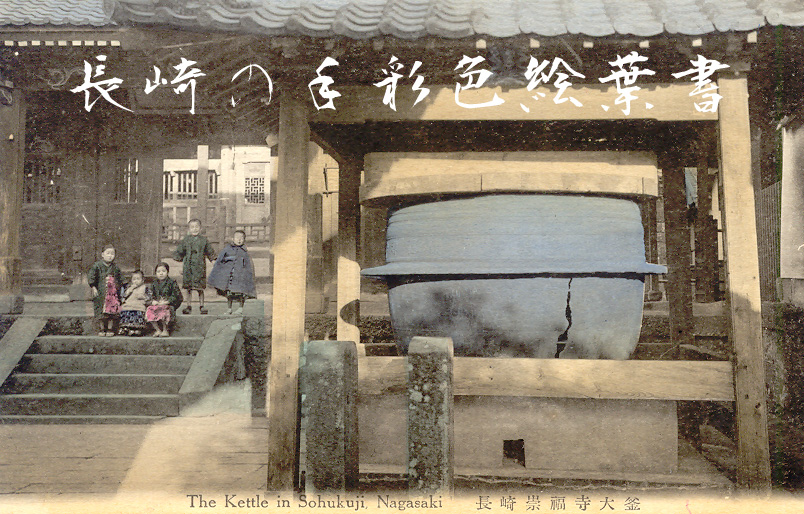
Gran caldera (período Taisho)

## Información adicional
Dirección: 7-8 Kajiya-machi, Nagasaki, prefectura de Nagasaki
Horario de operación: Todo el año: 9:00am a 6:00pm